# ChilliSpot
ChilliSpot es un portal cautivo de código abierto o un controlador de puntos de acceso. Es usado para la autenticación de usuarios de una WLAN.
- Datos: Q5099041